# Robert Houben
Pour les articles homonymes, voir Houben.
Robert Joseph J.M. Houben, époux de Valentine Peeters, né le 5 mai 1905 à Saint-Nicolas (Flandre-Orientale) et décédé le 11 avril 1992 à Kortenberg fut un homme politique belge, membre, secrétaire national (1947-1952) et dernier président du CVP-PSC unitaire (1966-1972).
Houben fut docteur en droit (Université catholique de Louvain, 1929); chef de cabinet du ministre Philippe Van Isacker (1934), Edmond Rubbens (1934-1935) et Henri Pauwels (1945).
Il fut élu sénateur provincial (1952-1974) de la province de Brabant en suppléance de Cyrille Van Overbergh; ministre de la Santé publique et de la Famille (Gouvernement Gaston Eyskens II, 1958); membre du Conseil de la Culture néerlandophone (1971-1974).
Il fut nommé Ministre d'État en 1969.